# Uloborus barbipes
Uloborus barbipes là một loài nhện trong họ Uloboridae.
Loài này thuộc chi Uloborus. Uloborus barbipes được Ludwig Carl Christian Koch miêu tả năm 1872.